# Suzanne Tardieu
Pour les articles homonymes, voir Tardieu (patronyme).
Suzanne Tardieu Dumont, né le 3 septembre 1920 à Paris et morte le 23 septembre 2019 dans la même ville,, est une anthropologue, spécialiste de l'équipement domestique pré-industriel en France, directrice de recherche au CNRS et présidente honoraire du Fonds de recherche Louis Dumont.

## Travaux
- La vie domestique dans le Mâconnais rural préindustriel, Paris , Institut d'ethnologie, musée de l'Homme, 1964 (publication de sa thèse)[5].
- Objets domestiques des provinces de France dans la vie familiale et les arts ménagers, Paris, Éd. des Musées nationaux, 1953.
- Le mobilier rural traditionnel français, Paris, Aubier-Flammarion, 1976.
- Collaboration à : Le Mobilier régional français, Paris, Réunion des musées nationaux et Berger-Levrault, 1980-1981[6].
- Collaboration à : L'Aubrac : étude ethnologique, linguistique, agronomique et économique d'un établissement humain. Tome VI-2 : ethnologie contemporaine V : technique et langage (2e partie) : agriculture, technique et outillage : famille et voisinage : linguistique, occitan et français, Paris, Éd. du CNRS, 1982.